# ナイトオブアスレチックス
ナイトオブアスレチックス（オランダ語: KBC Nacht Van De Atletiek、英語: KBC Night of Athletics）は、毎年7月にベルギー・リンブルフ州ヒュースデン＝ゾルダーにあるヴィーンスタジアムで開催される陸上競技大会である。
ヨーロッパ陸上競技連盟が主催し、ベルギーの総合銀行であるKBCバンクが後援を務めている。メインプログラム、ユースプログラムなど4部構成となっており、各部ごとにトラック競技・フィールド競技の種目が実施される。
この大会では2010年にデイヴィッド・レクタ・ルディシャが男子800m世界歴代2位、アフリカ新記録となる1分41秒51を記録した。
また日本記録の樹立については次のとおりである。

2007年　松宮隆行　男子5000m 13分13秒20 

2008年　早狩実紀　女子3000mSC 9分33秒93 

2015年　大迫傑　男子5000m 13分08秒40 